# Katholische Frauenzeitung
Die Katholische Frauenzeitung war eine monatlich erscheinende Frauenzeitschrift, die zwischen 1926 und 1938 von der Katholischen Frauenorganisation für die Erzdiözese Wien herausgegeben wurde.
Die Katholische Frauenzeitung wurde 1926 unter dem Titel Frauen-Briefe gegründet. Ab November 1935 wurde die Zeitschrift unter dem Titel Österreichische Frauenzeitung veröffentlicht und erschien mit dem Zusatz Erweiterte Folge der Frauenbriefe, wobei der Zusatztitel mit der Ausgabe von Juli 1936 verschwand. Die Zeitschrift umfasste in der Regel 16 Seiten und erschien im Format 4°. Mit der Jänner Ausgabe 1937 erfolgte ein neuerlicher Titelwechsel und die Österreichische Frauenzeitung erschien in der Folge als Katholische Frauenzeitung. Die letzte Ausgabe des Katholischen Frauenzeitung erschien im März 1938. Nachdem die Frauenorganisation Österreichs 1938 nach der Machtübernahme der Nationalsozialisten aufgelöst worden war, endete auch das Erscheinen der Katholischen Frauenzeitung.
Inhaltlich widmete sich die Katholische Frauenzeitung und ihre Vorgängertitel neben vereinsinternen Mitteilung vor allem kirchlichen und frauenpolitischen Themen. Zudem widmete sich die Zeitschrift den Bereichen Hauswirtschaft und Gesundheit. Zudem brachte sie Film- und Buchrezensionen, verschiedene Ratgeber und veröffentlichte Fortsetzungsgeschichten. 